# 万事顺卡
万事顺卡是万事达卡（英語：Mastercard）旗下的跨国借记卡业务，成立于1992年。万事顺卡由银行发行，并可以链接到持卡人的銀行帳戶，或者为预付卡，提前往卡里储值之后才能消费。万事顺卡可在全球超过一千五百万个终端上消费。
万事顺卡往往要求对每一项交易进行在线电子授权。不仅储存在芯片或磁条内对信息要被读取，这些信息还必须从商户发送到发卡银行，发卡银行之后再授权交易。若信息未被读取，无论关联的账户中是否有足够的余额，发卡行都将拒绝交易。这与大多数其他借记卡和信用卡不同，它们可以手动将信息（如卡号和有效日期）输入到交易终端，并将得到发卡行或处理中心的授权。

## 各地使用
- 在中国大陆，多数商业银行在早期均有发行万事顺借记卡，但在银联卡普及后陆续停止发行。中国银行发行的万事顺卡是中国大陆发行的首张符合国际标准并在全球通用的万事达银行卡；其在2016年9月停止发行[5]，也是最后一张发行的万事顺卡。此外，某些中国银行自动取款机插入万事顺卡后会显示日语或韩语选项。
- 在香港，渣打銀行（香港）在银联借记卡普及后仍發行萬事順借記卡，直至2023年10月全面停止该项服务。
- 在日本，由于当地ATM网络升级，于亚太地区以外地区发行的、具有EMV芯片的万事顺借记卡（如荷兰和加拿大发行的卡片）无法在当地的ATM上使用。此外，Seven银行在2013年4月宣布，由于与万事达卡的合作终止，包括万事顺卡在内的所有万事达卡产品将不能在其ATM上使用。[6]